# 們
《們》（英語：Men）是一部2022年英美合拍的民間恐怖電影，由亞力克斯·嘉蘭自編自導，傑西·伯克利和罗里·金尼尔主演。劇情講述一名年輕女子在前夫去世後獨自前往英國鄉村度假療傷，但卻在樹林中遭神祕事物糾纏，逐漸挖掘出來自她內心的恐懼。
電影先由A24定檔2022年5月20日美國院線上映，同年5月22日登上第75屆坎城影展導演雙週單元放映，英國由娛樂電影發行商定檔6月1日上映。

## 演員
- 傑西·伯克利飾演哈波·馬洛（Harper Marlowe）
- 罗里·金尼尔飾演傑佛瑞（Geoffrey）
- 帕帕·艾西杜（英语：Paapa Essiedu）飾演詹姆斯·馬洛（James Marlowe）
- 蓋兒·蘭金飾演萊莉（Riley）

## 製作
《們》的消息於2021年1月6日首度對外公布，編導亞力克斯·嘉蘭與A24合作，傑西·伯克利和罗里·金尼尔接洽擔任主演。2021年6月，根據《星期日泰晤士報》報導，演員帕帕·艾西杜正與伯克利和金尼爾一起展開排練。
主要拍攝於2021年3月19日展開，約5月19日在英國殺青。2021年5月22日，電影攝影指導羅伯·哈迪證實拍攝已結束。

## 發行
《們》先由A24定檔2022年5月20日美國院線上映；英國由娛樂電影發行商定檔2022年6月1日上映。電影同年5月22日入選第75屆坎城影展導演雙週單元放映。

## 外部連結
- 互联网电影数据库（IMDb）上《們》的资料（英文）